# 海南肋毛蕨
海南肋毛蕨（学名：Ctenitis decurrentipinnata）为叉蕨科肋毛蕨属下的一个种。

## 扩展阅读
- 維基物種上的相關：海南肋毛蕨